# Acalypha ostryifolia
Acalypha ostryifolia é uma espécie de flor do gênero Acalypha, pertencente à família Euphorbiaceae.